# Ancistrus agostinhoi
Ancistrus agostinhoi es una especie del género de peces de agua dulce Ancistrus, de la familia de los loricáridos en el orden Siluriformes. Habita en cursos fluviales subtropicales en el centro-este de Sudamérica. La mayor longitud que alcanza ronda los 9,6 cm en los machos y 7,6 cm en las hembras.

## Taxonomía
Esta especie fue descrita originalmente en el año 2009 por los ictiólogos Alessandro Gasparetto Bifi, Carla Simone Pavanelli y Cláudio Henrique Zawadzki.

## Distribución geográfica
Ancistrus agostinhoi habita en el centro-este de Sudamérica, siendo un endemismo de la cuenca del alto río Iguazú, en el estado de Paraná, sudeste del Brasil. Biogeográficamente, es endémica de la ecorregión de agua dulce Iguazú.